# Rivière Piagochioui
Rivière Piagochioui är ett vattendrag i Kanada.   Det ligger i provinsen Québec, i den östra delen av landet, 1 000 km norr om huvudstaden Ottawa.
Trakten runt Rivière Piagochioui är nära nog obefolkad, med mindre än två invånare per kvadratkilometer.